# Witbrauwkrombek
De witbrauwkrombek (Sylvietta leucophrys) is een zangvogel uit de familie Macrosphenidae.

## Verspreiding en leefgebied
Deze soort komt voor in oostelijk Afrika en telt drie ondersoorten:
- S. l. leucophrys: westelijk Oeganda, westelijk en centraal Kenia.
- S. l. chloronota: van oostelijk Congo-Kinshasa en van zuidwestelijk Oeganda tot westelijk Tanzania.
- S. l. chapini: noordoostelijk Congo-Kinshasa.

## Status
De grootte van de populatie is niet gekwantificeerd maar de soort wordt omschreven als zeldzaam tot plaatselijk algemeen. Op de Rode lijst van de IUCN heeft deze soort de status niet bedreigd.